# Leslie Weir
Cet article concerne le colonel écossais. Pour la bibliothécaire canadienne, voir Leslie Weir (bibliothécaire).
Pour les articles homonymes, voir Weir.
Leslie Weir (29 janvier 1883 à Ghazipur en Inde -7 décembre 1950 à Nairobi au Kenya) est un colonel écossais de l'Armée indienne britannique connu pour avoir été l'agent commercial britannique à Gyantsé au Tibet, le représentant politique britannique au Sikkim et avoir rencontré le 13e dalaï-lama. 

## Biographie

### Famille
Il s'est marié en 1912 à Thyra Letitia Alexandra Sommers, une Néo-Zélandaise, fille d'un prospecteur d'or danois, avec qui il a eu deux filles, Joan Mary Jehu et Thyra Beatrice Rose Weir, la mère de Joanna Lumley.

### Carrière

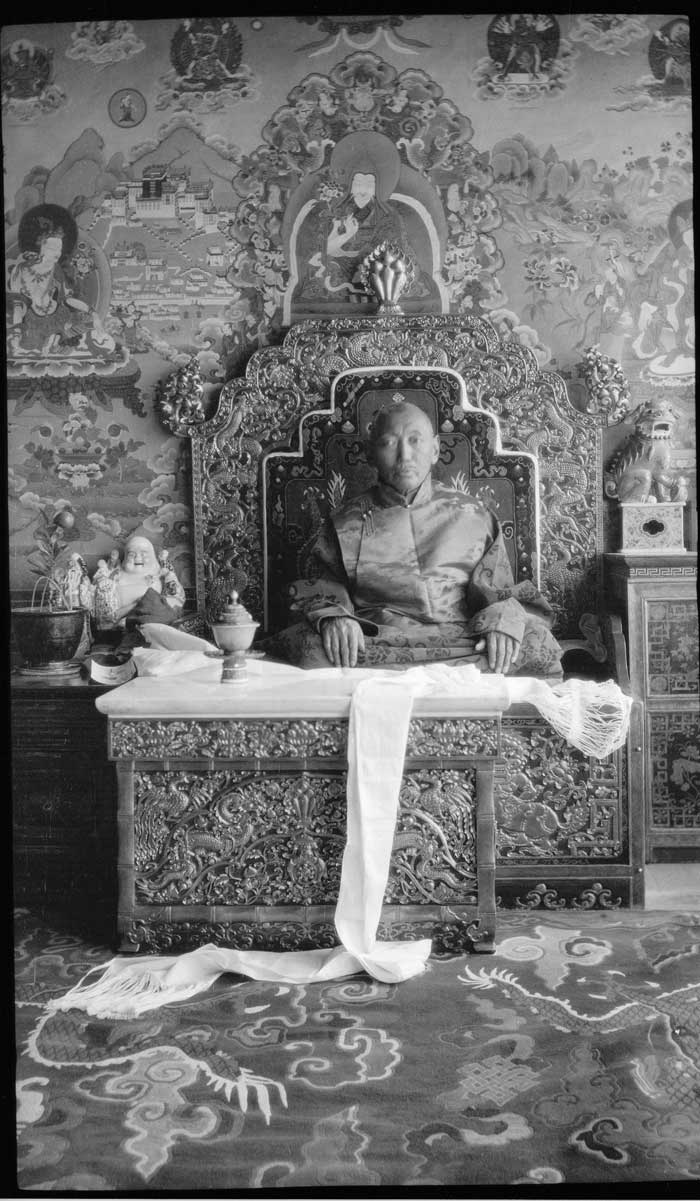
Le 13e dalaï-lama assis au Norbulingka en 1932, photo de Leslie Weir.

Il se rend pour la première fois en 1909 au Tibet où il est l'agent commercial britannique à Gyantsé pendant quelques années. Il rencontre le 13e dalaï-lama en 1910 avec l'officier politique Charles Bell à Darjeeling. 
Leslie Weir est le représentant politique britannique au Sikkim d'août à octobre 1911, d'octobre 1928 à avril 1931, d'août 1931 à janvier 1933. 
C'est en cette qualité qu'il retourne au Tibet avec son épouse Thyra Weir. Il est invité à Lhassa par le dalaï-lama en 1930 pour aider à résoudre de nouveaux différends entre le gouvernement tibétain et le gouvernement chinois. Le 17 août 1930, son épouse est la première femme anglaise à être reçue en audience par le dalaï-lama. Leslie Weir est invité une seconde fois en 1932 par le dalaï-lama à Lhassa, où il se rend avec son épouse et sa fille Joan Mary. Il passe alors la plus grande partie de son temps en conférence avec Le Kashag et le dalaï-lama, et sont reçus tous trois en audience par ce dernier au Norbulingka. Le dalaï-lama s’intéresse aux peintures de son épouse et de sa fille et les autorise à peindre au Tibet. 
La situation politique entre le Tibet et la Chine est alors complexe, notamment à la frontière, inquiétant le Tibet. Les difficiles négociations entre le Tibet et la Chine, et l'écriture d'une lettre demandant au 9e panchen-lama de rentrer au Tibet considérée comme d'importance pour le dalaï-lama et Leslie Weir, retardent le retour de la famille Weir au Sikkim en hiver. Le conflit entre les Tibétains et les Chinois à la frontière de l'est s'amenuise en raison de la guerre civile au Sichuan et du retrait des troupes par Tchang Kaï-chek. Leslie Weir et sa famille rentrent alors en décembre par le col de Nathu La, lequel est bloqué par la neige le lendemain de leur passage. Weir écrit au dalaï-lama pour le remercier de son hospitalité et lui rapporter que le passage fut marqué par la chance, ce qui n'était pas la raison, répondit le dalaï-lama : il avait prié pour cela.